# 君の声 (柴咲コウの曲)
『君の声』（きみのこえ）は、柴咲コウの配信限定シングル。2008年12月3日発売。発売元はNAYUTAWAVE RECORDS / ユニヴァーサルミュージック。

## 解説
2008年12月13日公開の映画「空へ-救いの翼 RESCUE WINGS-」主題歌。同映画のサウンドトラックにはMovie VersionとInst ver.が収録されている。また、PVが存在する。PVはWebなどでの配信限定となっていたが、4thアルバム『Love Paranoia』の初回限定盤に収録されることになった。

## 収録曲
1. 君の声
（作詞:田口俊、柴咲コウ 作曲・編曲:崎谷健次郎）

## 収録アルバム
- 『Love Paranoia』